# Naturschutzgebiet Abgrabungsseen Lohrwardt und Reckerfeld
Koordinaten: 51° 43′ 11″ N, 6° 25′ 52″ O
Das Naturschutzgebiet Abgrabungsseen Lohrwardt und Reckerfeld liegt auf dem Gebiet der Stadt Rees im Kreis Kleve in Nordrhein-Westfalen.
Das Gebiet erstreckt sich südöstlich der Kernstadt Rees und umfasst die Baggerseen Grindsee und Rosenhofsee. Westlich des Gebietes erstreckt sich das 145 ha große Naturschutzgebiet Hübsche Grändort und fließt der Rhein.

## Bedeutung
Das rund 192 ha große Gebiet ist seit 2010 unter der Kenn-Nummer KLE-057 als Naturschutzgebiet ausgewiesen.